# Loicia basifurca
Loicia basifurca är en tvåvingeart som beskrevs av John Richard Vockeroth 1980. Loicia basifurca ingår i släktet Loicia, ordningen tvåvingar, klassen egentliga insekter, fylumet leddjur och riket djur.
Artens utbredningsområde är British Columbia. Inga underarter finns listade i Catalogue of Life.